# 汉斯·格奥尔格·博斯特
汉斯·格奥尔格·博斯特（德語：Hans Georg Borst，1927年10月17日—2022年9月8日），德国外科医师，汉诺威医学院教授。

## 生平
1927年出生于慕尼黑。他的父亲马克斯·博斯特是慕尼黑大学的病理学教授。1947年就读于慕尼黑大学。1950年至1953年在美国哈佛医学院学习。
1953年至1954年，就职于帕洛阿尔托斯坦福医学院外科。1954年至1956年，就职于哈佛大学公共卫生学院生理学系。1956年回到德国，在马尔堡大学外科学系工作。1957年获得医学博士学位。1958年至1968年，就职于慕尼黑大学医学院。1968年受聘为汉诺威医学院外科教授。1972年任心胸外科和心脏外科主任。对心瓣、冠状动脉外科、肺移植医学领域的发展做出了重大贡献。1996年退休。2018年获得德国医师大会颁发的帕拉塞尔苏斯奖章。2022年9月8日逝世。